# Trichothyse subtropica
Trichothyse subtropica är en spindelart som beskrevs av Lawrence 1927. Trichothyse subtropica ingår i släktet Trichothyse och familjen plattbuksspindlar.
Artens utbredningsområde är Namibia. Inga underarter finns listade i Catalogue of Life.